# Jean Morzadec
Jean Morzadec, né le 25 février 1953 à Saint-Martin-du-Vivier (Seine-Inférieure), et mort le 13 novembre  2020, est un homme de média. À partir de 2005 il a animé le site web "Le Choix des Libraires" en partenariat avec 20 Minutes, France Info, France Culture, LIRE, FIP et France 5 (La Grande Librairie). Il s'est également occupé de l'Agence audiovisuelle du livre.
Jean Morzadec est également auteur-compositeur-interprète. En avril 2014, le ministère de la Culture et de la Communication met en ligne la bande annonce de « Silicon Valois », dont la chanson « Les Arbres dansent » est la BO.

## Biographie
Jean Morzadec a vécu en Angleterre, au Guatemala, puis en Grèce, vivant de petits emplois. 
Il entre à France Inter en 1975 comme assistant-stagiaire de José Artur. Il y travaille ensuite en tant qu'assistant, puis réalisateur, puis producteur, auprès de grands noms de France Inter, dont Claude Villers, José Artur, Patrice Blanc-Francard, Jean Garretto, Claude Sérillon, Marcel Jullian, Jacques Chancel, Guy Carlier, Stéphane Bern, Jean-Michel Aphatie et bien d'autres. 
En 1998, il est nommé directeur de l'antenne de 98 Radio France (radio consacrée à la Coupe du monde de football) par Michel Boyon, président de Radio France et Gilbert Denoyan, DG de Radio France. 
En 1999, il est nommé directeur des programmes de France Inter par Jean-Marie Cavada, président de Radio France, et Jean-Luc Hees, directeur-général de France Inter. Il tente de concilier les orientations vers le grand public exigées par le cahier des charges et une politique de qualité, notamment en ce qui concerne la programmation musicale.
En 2006, Jean Morzadec crée et anime le site www.lechoixdeslibraires.com, en partenariat avec France Info et Le Monde des Livres dans le but de faire connaitre au public les livres appréciés par les libraires. Il crée également l'Agence audiovisuelle du livre, qui produit des contenus culturels écrits, audio et vidéo consacrés à l'actualité des livres et à l'amour des livres en général, dans le but d'enrichir les sites Web des éditeurs et des libraires.
En 2011 il crée une application pour iPhone et Android de Lechoixdeslibraires.com, en partenariat avec Orange. Cette création est qualifiée par France Culture et Le Figaro de trésor culturel d’exception.
En 2012, il propose à 20 Minutes de créer ses premières pages littéraires en partenariat avec Lechoixdeslibraires.com. Les choix des libraires et le courrier des auteurs sont ainsi publiés sur 20minutes.fr/livres
En 2013, la cinéaste Olek Yaro encourage Jean Morzadec à chanter ses chansons sur scène, au Théâtre de Nesle (Paris 6). La cinéaste propose également de filmer le spectacle baptisé « Le Fleuve tendre »,, : Jean Morzadec y est accompagné au piano par Alceo Passeo (élève d’Aldo Ciccolini) et au violoncelle par Chloé Boyaud.
Sur Youtube, Jean Morzadec rend hommage aux libraires, qui l’ont encouragé à chanter, et qui le soutiennent.
C'est accompagné au piano par Jean Musy qu'il chante au Théâtre de l'Alliance française le 17 mars 2015 pour y présenter un Livre-CD contenant des chansons inédites et des textes de grands écrivains consacrés à la consolation.

## Ouvrages
- Lettres à mon libraire, coédité par France Info et les éditions Rouergue, 2009,  (ISBN 978-2812600784)
- Les écrivains préférés des libraires, coédité par France Info et les éditions Hoëbeke, 2011,  (ISBN 978-2842304003). Cet ouvrage rassemble une série de dix-sept autoportraits[12].

## Discographie
- Le Fleuve Tendre, sorti le 17 février 2014 (UPC 3610156093107)